# Agrilus convexicollis
Agrilus convexicollis (лат.) — вид жуков-златок. Длина тела взрослых насекомых (имаго) 3,5—5 мм. Тело со спинной стороны тёмно-бронзовое или чёрное, иногда края переднеспинки с зеленоватым отблеском. Развиваются на различных лиственных деревьях.